# Ostinato
En música, un ostinato (de l'italià, "obstinat") és un motiu o frase que es repeteix persistentment en la mateixa veu musical. La idea que es repeteix pot ser un patró rítmic, part d'una tornada, o una melodia sencera. En un sentit estricte, els ostinatos (també s'usa el plural italià: ostinati) haurien de ser una repetició exacta, però també s'acostumen a acceptar petites variacions per a adaptar l'ostinato a canvis interns de la música, especialment a canvis harmònics i canvis de to.
Quan l'ostinato està situat en la part o veu més greu de la composició s'anomena basso ostinato o baix obstinat.

## Basso ostinato
La tècnica del basso ostinato consisteix en la repetició un nombre considerable de vegades (repetir "obstinadament") una melodia greu o baix per damunt del qual sona, el primer cop, una (o més) melodia més aguda i, posteriorment, amb les repeticions successives del baix, variacions cada vegada diferents de la melodia inicial, sempre mantenint el mateix patró harmònic que es troba implícit en el baix que es repeteix -normalment- sense cap modificació.
El baix obstinat va ser utilitzat sobretot en el Renaixement i en el Barroc. En el Renaixement van ser especialment utilitzats com a baixos algunes seqüències acordals o progressions harmòniques fixes com la Folia, el Passamezzo antico, el Passamezzo moderno, etc. Durant el Barroc es va continuar utilitzant el baix de la Folia i van adquirir relleu altres com la Passacaglia.
Probablement l'exemple més conegut de baix obstinat és el que fonamenta el cànon de Pachelbel. Més enllà d'aquests estil ha estat important també en etapes posteriors de la música clàssica europea, en la música clàssica hindú, en l'educació musical segons el mètode Orff-Schulwerk, de Carl Orff, en el jazz i en diversos estils de la música popular actual.

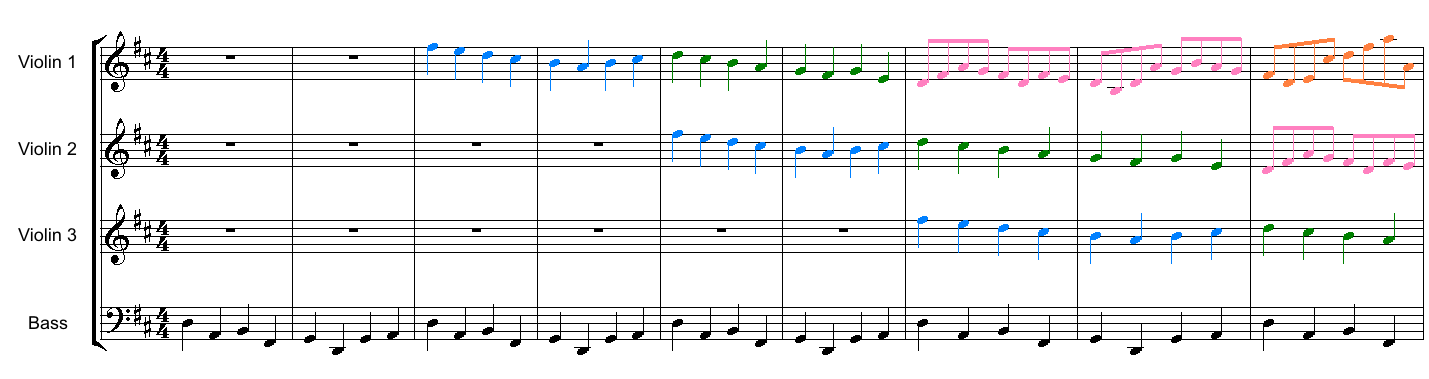
Primers compassos del conegut cànon de Johann Pachelbel que forma part del seu Cànon i giga en re menor, on es pot veure el baix obstinat de només vuit notes (dos compassos) que es va repetint mentre les tres veus superiors desenvolupen el cànon.